# 埃斯库卢布尔
埃斯库卢布尔（法語：Escouloubre，法語發音：[ɛskulubʁ] ⓘ）是法国奥德省的一个市镇，属于利穆区。

## 地理
埃斯库卢布尔（42°44'20"N, 2°7'27"E）面积31.14 平方千米，位于法国奧克西塔尼大區奥德省，该省份为法国南部沿海省份，北起塔恩省，西北接上加龙省，西接阿列日省，南至东比利牛斯省，东临地中海，东北与埃罗省接壤。
与埃斯库卢布尔接壤的市镇（或旧市镇、城区）包括：卡尔卡尼耶尔、勒皮什、凯里居特、鲁兹、欧纳特、贝塞德德索、勒布斯凯、丰塔内斯德索、皮瓦拉多尔。

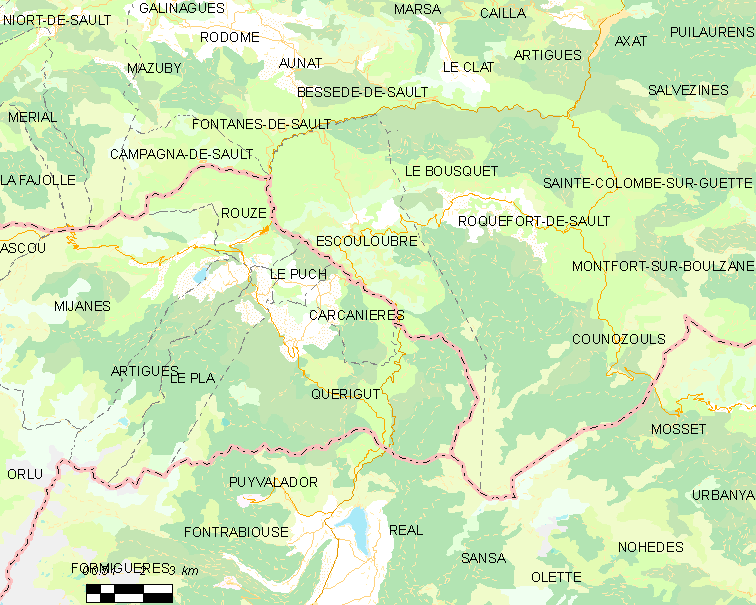
埃斯库卢布尔的OSM定位图

埃斯库卢布尔的时区为UTC+01:00、UTC+02:00（夏令时）。

## 行政
埃斯库卢布尔的邮政编码为11140，INSEE市镇编码为11127。

## 政治
埃斯库卢布尔所属的省级选区为上奥德河谷县。

## 人口

1962-2008年间埃斯库卢布尔人口变化图示

埃斯库卢布尔于2022年1月1日时的人口数量为69人。